# Whilkut

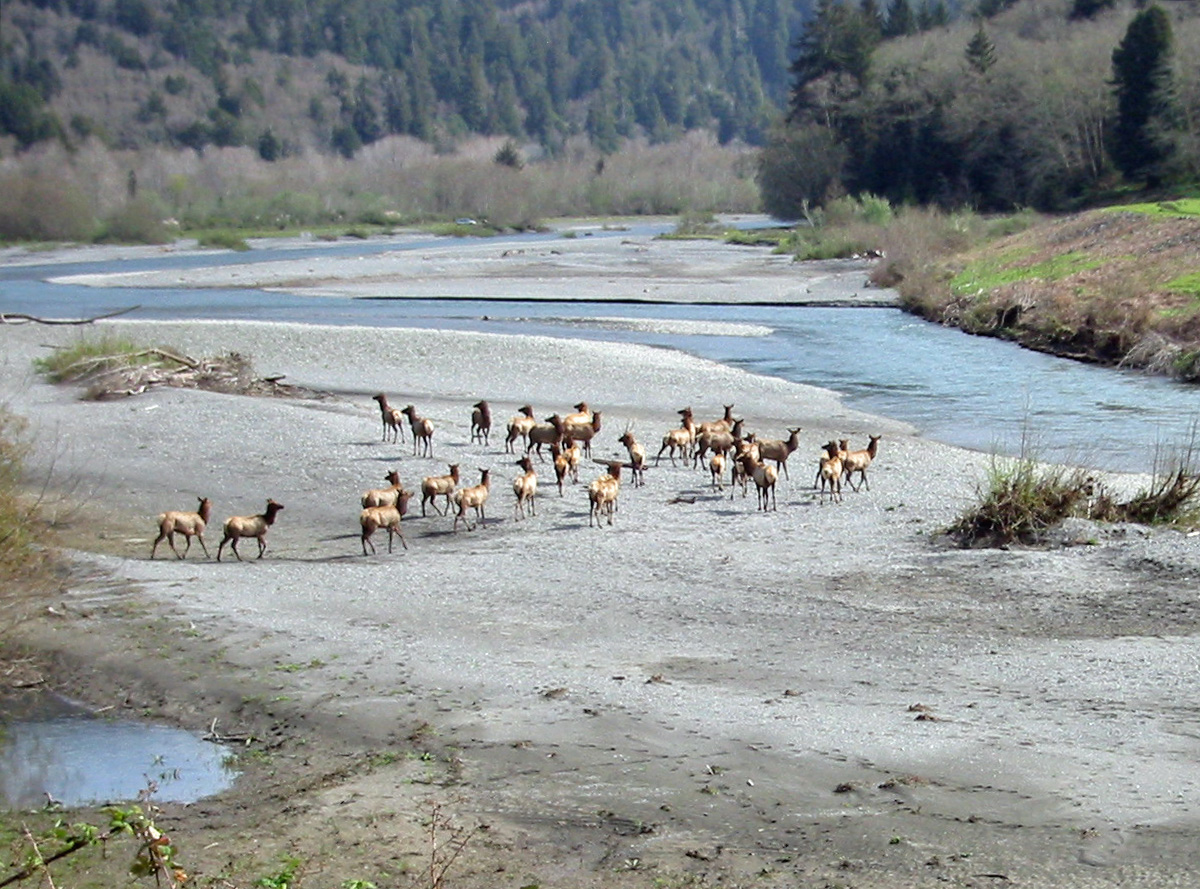
Redwood Creek vist amb un ramat d'Uapití de Roosevelt als marges

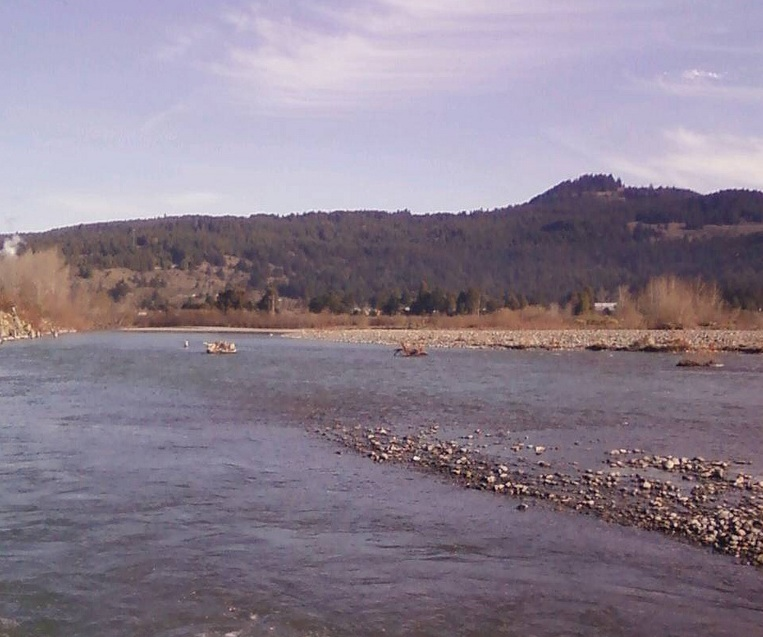
Riu Mad

Els whilkut també coneguts com a "indis de Redwood Creek" o "indis del riu Mad" eren una tribu que parlava una llengua atapascana, un dialecte similar al hupa i al chilula, que vivia a l'àrea del baix riu Redwood Creek, i al llarg del riu Mad llevat vora la seva boca, a Iaqua Butte, i algun assentament a Grouse Creek en el drenatge del riu Trinity al Nord-oest de Califòrnia, abans del contacte amb els europeus.
Poc se sap de la cultura whilkut més enllà de la seva similitud amb la dels hupes i que van ser considerats pel hupa i chilula com la tribu dels turons més pobre, endarrerida i poblada. Després de la febre d'or al nord-oest de Califòrnia, les vies dels trens de càrrega entre la badia de Humboldt i Weaverville (Califòrnia), passava pel seu territori i la seva població, no gaire gran, es va reduir dràsticament guerra de Bald Hills de 1858-1864. S'estima que tenien entre 250 i 350 guerrers a l'inici de la guerra, els supervivents foren duts a la reserva Hupa tan aviat com fou establerta. Després de 1870 marxaren a les seves terres tradicionals on van continuar vivint. Només quedaven 50 en el cens de 1910. En 1972 només en quedava un remanent, potser de 20 a 25 individus.